# Beatriz Haddad Maia
Beatriz «Bia» Haddad Maia (São Paulo, Brasil, 30 de maig de 1996) és una tennista professional brasilera.
En el seu palmarès consten tres títols individuals i set més en dobles femenins del circuit WTA, que li van permetre entrar al Top 10 en ambdues modalitats l'any 2023. Va esdevenir la primera tennista brasilera en aconseguir aquesta fita des de la introducció del rànquing. Ha format part de l'equip brasiler de la Fed Cup en diverses ocasions.

## Biografia
Filla d'Ayrton Elias Maia Filho i Lais Scaff Haddad, va començar a jugar a tennis amb cinc anys a São Paulo. Tant la seva mare com la seva àvia materna van ser tennistes al Brasil.
En un torneig celebrat a Bol (Croàcia) el juny de 2019 va donar positiu en un test d'orina i la Federació Internacional de Tennis la va suspendre provisionalment. A principis de 2020, la ITF va exonerar la tennista perquè el positiu provenia de la ingesta d'un suplement contaminat ja que no fou l'única tennista que es va trobar en aquesta situació. Finalment se li van retirar tots els càrrecs i va poder tornar a competir al maig, tot i que després de deu mesos apartada del circuit ja no tenia rànquing per competir al circuit professional.

## Palmarès

### Individual: 6 (4−2)
| 2009 − 2020                                          | Després de 2021 |
| ---------------------------------------------------- | --------------- |
| Grand Slam (0−0)                                     |                 |
| WTA Finals (0−0)                                     |                 |
| WTA Tournament of Champions / WTA Elite Trophy (1−0) |                 |
| Premier Mandatory (0−0)                              | WTA 1000 (0−1)  |
| Premier 5 (0−0)                                      | WTA 1000 (0−1)  |
| Premier (0−0)                                        | WTA 500 (1−0)   |
| International (0−1)                                  | WTA 250 (2−0)   |

| Títols per superfície |
| --------------------- |
| Dura (2−2)            |
| Gespa (2−0)           |
| Terra batuda (0−0)    |

| Resultat   | Núm. | Data                   | Torneig                        | Superfície | Oponent          | Marcador         |
| ---------- | ---- | ---------------------- | ------------------------------ | ---------- | ---------------- | ---------------- |
| Finalista  | 1.   | 24 de setembre de 2017 | Seül, Corea del Sud            | Dura       | Jeļena Ostapenko | 7−6(5), 1−6, 4−6 |
| Guanyadora | 1.   | 12 de juny de 2022     | Nottingham, Regne Unit         | Gespa      | Alison Riske     | 6−4, 1−6, 6−3    |
| Guanyadora | 2.   | 19 de juny de 2022     | Birmingham, Regne Unit         | Gespa      | Zhang Shuai      | 5−4, retirada    |
| Finalista  | 2.   | 14 d'agost de 2022     | Toronto, Canadà                | Dura       | Simona Halep     | 3−6, 6−2, 3−6    |
| Guanyadora | 3.   | 29 d'octubre de 2023   | WTA Elite Trophy, Zhuhai, Xina | Dura       | Zheng Qinwen     | 7−6(11), 7−6(4)  |
| Guanyadora | 4.   | 22 de setembre de 2024 | Seül                           | Dura       | Dària Kassàtkina | 1−6, 6−4, 6−1    |

### Dobles femenins: 12 (8−4)
| 2009 − 2020                                          | Després de 2021 |
| ---------------------------------------------------- | --------------- |
| Grand Slam (0−1)                                     |                 |
| WTA Finals (0−0)                                     |                 |
| WTA Tournament of Champions / WTA Elite Trophy (1−0) |                 |
| Premier Mandatory (0−0)                              | WTA 1000 (1−2)  |
| Premier 5 (0−0)                                      | WTA 1000 (1−2)  |
| Premier (0−0)                                        | WTA 500 (2−1)   |
| International (2−0)                                  | WTA 250 (2−0)   |

| Títols per superfície |
| --------------------- |
| Dura (3−4)            |
| Gespa (2−0)           |
| Terra batuda (3−0)    |

| Resultat   | Núm. | Data                 | Torneig                        | Superfície   | Parella                  | Oponents                              | Marcador               |
| ---------- | ---- | -------------------- | ------------------------------ | ------------ | ------------------------ | ------------------------------------- | ---------------------- |
| Guanyadora | 1.   | 19 d'abril de 2015   | Bogotà, Colòmbia               | Terra batuda | Paula Cristina Gonçalves | Irina Falconi Shelby Rogers           | 6−3, 3−6, [10−6]       |
| Guanyadora | 2.   | 15 d'abril de 2017   | Bogotà (2)                     | Terra batuda | Nadia Podoroska          | V. Cepede Royg Magda Linette          | 6−3, 7−6(4)            |
| Guanyadora | 3.   | 15 de gener de 2022  | Sydney, Austràlia              | Dura         | Anna Danilina            | Vivian Heisen Panna Udvardy           | 4−6, 7−5, [10−8]       |
| Finalista  | 1.   | 30 de gener de 2022  | Open d'Austràlia, Austràlia    | Dura         | Anna Danilina            | Barbora Krejčíková Kateřina Siniaková | 7−6(3), 4−6, 4−6       |
| Guanyadora | 4.   | 12 de juny de 2022   | Nottingham, Regne Unit         | Gespa        | Zhang Shuai              | Caroline Dolehide Monica Niculescu    | 7−6(2), 6−3            |
| Finalista  | 2.   | 23 d'octubre de 2022 | Guadalajara, Mèxic             | Dura         | Anna Danilina            | Storm Sanders Luisa Stefani           | 6−7(4), 7−6(2), [8−10] |
| Finalista  | 3.   | 19 de març de 2023   | Indian Wells, Estats Units     | Dura         | Laura Siegemund          | Barbora Krejčíková Kateřina Siniaková | 1−6, 7−6(3), [7−10]    |
| Guanyadora | 5.   | 7 de maig de 2023    | Madrid, Espanya                | Terra batuda | Viktória Azàrenka        | Coco Gauff Jessica Pegula             | 6−1, 6−4               |
| Guanyadora | 6.   | 29 d'octubre de 2023 | WTA Elite Trophy, Zhuhai, Xina | Dura         | Veronika Kudermétova     | Miyu Kato Aldila Sutjiadi             | 6−3, 6−3               |
| Guanyadora | 7.   | 13 de gener de 2024  | Adelaida, Austràlia            | Dura         | Taylor Townsend          | Caroline Garcia Kristina Mladenovic   | 7−5, 6−3               |
| Finalista  | 4.   | 11 de gener de 2025  | Adelaida                       | Dura         | Laura Siegemund          | Guo Hanyu Alexandra Panova            | 5−7, 4−6               |
| Guanyadora | 8.   | 22 de juny de 2025   | Nottingham (2)                 | Gespa        | Laura Siegemund          | Anna Danilina Ena Shibahara           | 6−3, 6−2               |

## Trajectòria

### Individual
| Open d'Austràlia | A   | A   | A   | A   | A   | A     | 2R   | 2R  | A           | A           | 2R          | 1R    | 3R | 0 / 5     | 5 – 5     |
| Roland Garros | A   | A   | A   | Q3  | Q2  | 1R    | A    | Q1  | A           | A           | 2R          | SF    | 1R | 0 / 4     | 6 – 4     |
| Wimbledon | A   | A   | A   | Q1  | A   | 2R    | A    | 2R  | NC          | Q3          | 1R          | 4R    |    | 0 / 4     | 5 – 4     |
| US Open | A   | A   | A   | A   | Q1  | 1R    | Q2   | A   | A           | Q2          | 2R          | 2R    |    | 0 / 3     | 2 – 3     |
| WTA Elite Trophy | A   | A   | A   | A   | A   | A     | A    | A   | No celebrat | No celebrat | No celebrat | G     |    | 1 / 1     | 4 – 0     |
| Total Victòries−Derrotes | 1−1 | 1−1 | 0−2 | 5−3 | 4−4 | 11−11 | 8−10 | 9−9 | 0−0         | 2−2         | 37−21       | 35−22 |    | 125 – 100 | 125 – 100 |
| Rànquing a final d'any | 582 | 288 | 335 | 198 | 211 | 65    | 184  | 120 | 358         | 82          | 15          | 11    |    |           |           |
| Llegenda: G: Guanyadora; F: Finalista; SF: Semifinalista; QF: Quarts de final; Q: Qualificació; A: Absent; RR: Round Robin; |     |     |     |     |     |       |      |     |             |             |             |       |    |           |           |

### Dobles femenins
| Open d'Austràlia | A   | A   | A   | 3R  | A   | A           | A           | F           | 2R    | 3R | 0 / 4   | 10 – 4  |
| Roland Garros | A   | A   | A   | A   | A   | A           | A           | 2R          | 2R    | A  | 0 / 2   | 2 – 2   |
| Wimbledon | A   | A   | 3R  | A   | A   | NC          | A           | 3R          | 2R    |    | 0 / 3   | 5 – 2   |
| US Open | A   | A   | 1R  | A   | A   | A           | A           | 3R          | QF    |    | 0 / 3   | 5 – 3   |
| WTA Finals | A   | A   | A   | A   | A   | NC          | A           | RR          | A     |    | 0 / 1   | 1 – 2   |
| WTA Elite Trophy | A   | A   | A   | A   | A   | No celebrat | No celebrat | No celebrat | G     |    | 1 / 1   | 3 – 0   |
| Total Victòries−Derrotes | 7−1 | 2−2 | 7−3 | 4−3 | 4−1 | 0−0         | 0−0         | 32−17       | 19−10 |    | 81 – 41 | 81 – 41 |
| Rànquing a final d'any | 121 | 477 | 106 | 244 | 271 | 588         | 481         | 13          | 24    |    |         |         |
| Llegenda: G: Guanyadora; F: Finalista; SF: Semifinalista; QF: Quarts de final; Q: Qualificació; A: Absent; RR: Round Robin; |     |     |     |     |     |             |             |             |       |    |         |         |